# 藤谷為賢
藤谷 為賢（ふじたに ためかた）は、江戸時代前期の公卿。権大納言・冷泉為満の次男。官位は従二位・権中納言。藤谷家の祖。

## 経歴
慶長11年（1606年）に従五位下に叙任して元服。
冷泉家家祖・冷泉為相の別姓であった藤谷を家名として、新しく家を立てる事を許された。その後、侍従・左近衛少将・右近衛中将等を務めて、寛永9年（1632年）に従三位となり、公卿に列する。その後、民部卿、参議、踏歌節会外弁等を務めた。寛永19年（1642年）に従二位・権中納言となったが、正保2年（1645年）には職を辞した。
承応2年（1653年）、薨去。享年61。家督は子・為条が継いだ。

## 系譜
- 父：冷泉為満
- 母：不詳
  - 養兄弟：中山冷泉為親 - 中山親綱の子
- 妻：四条隆昌娘
- 生母不明の子女
  - 男子：藤谷為条
  - 男子：冷泉為清
  - 三男：山科言行 - 山科言総の養子
  - 女子：正親町実豊室